# Circuit de la Sarthe 2019
El Circuit de la Sarthe 2019 fou la 67a edició d'aquesta cursa ciclista masculina en ruta. La cursa es va disputar entre el 9 i el 12 d'abril de 2019, amb un recorregut de 539,7 km dividits en quatre etapes. La cursa formava part de l'UCI Europa Tour 2019, amb una categoria 2.1.
Alexis Gougeard (AG2R La Mondiale), vencedor de la tercera etapa, fou el vencedor final. L'acompanyaren al podi Quentin Pacher (Vital Concept-B&B Hotels) i Oscar Riesebeek (Roompot-Charles).

## Equips
En aquesta edició hi van prendre part 17 equips:
| WorldTeams (2)- AG2R La Mondiale - Groupama-FDJ Equips continentals professionals (14)- Arkéa-Samsic - Cofidis, Solutions Crédits - Direct Énergie - Delko-Marseille Provence - Vital Concept-B&B Hotels - Israel Cycling Academy - Manzana Postobón - Sport Vlaanderen-Baloise - Caja Rural-Seguros RGA - Roompot-Charles - Wallonie Bruxelles - Wanty-Groupe Gobert - Androni Giocattoli-Sidermec - Corendon-Circus Equip continental- Saint Michel-Auber 93 |
| |

## Etapes
| Etapa    | Data      | Ciutats d'etapa                               | type                    | Distància (km) | Vencedor de l'etapa  | Líder de la general  |
| -------- | --------- | --------------------------------------------- | ----------------------- | -------------- | -------------------- | -------------------- |
| 1a etapa | 9 de abr  | La Châtaigneraie – La Châtaigneraie           | etapa plana             | 177,4          | Mathieu van der Poel | Mathieu van der Poel |
| 2a etapa | 10 de abr | Freigné – Belligné                            | etapa accidentada       | 172,1          | Bryan Coquard        | Bryan Coquard        |
| 3a etapa | 11 de abr | L'Abbaye de l'Epau – Pré-en-Pail-Saint-Samson | etapa de mitja muntanya | 184,3          | Alexis Gougeard      | Alexis Gougeard      |
| 4a etapa | 12 de abr | Sillé-le-Guillaume – Sillé-le-Guillaume       | etapa accidentada       | 183,3          | Andrea Vendrame      | Alexis Gougeard      |

### Etapa 1
| \| Classificació de l'etapa \| Classificació de l'etapa \| Classificació de l'etapa \| Classificació de l'etapa \| Classificació de l'etapa \| \| Corredor \| Corredor \| Equip \| Temps \| \| \| ------------------------ \| ------------------------ \| --------------------------- \| ------------------------ \| ------------------------ \| \| 1r \| Mathieu van der Poel \| Corendon-Circus \| 4h 18' 07" \| \| \| 2n \| Boris Vallée \| Wanty-Gobert \| + 0" \| \| \| 3r \| Bryan Coquard \| Vital Concept-B&B Hotels \| + 0" \| \| \| 4t \| Clément Venturini \| AG2R La Mondiale \| + 0" \| \| \| 5è \| Eduard-Michael Grosu \| Delko Marseille Provence \| + 0" \| \| \| 6è \| Justin Jules \| Wallonie Bruxelles \| + 0" \| \| \| 7è \| Maurits Lammertink \| Roompot-Charles \| + 0" \| \| \| 8è \| Manuel Belletti \| Androni Giocattoli-Sidermec \| + 0" \| \| \| 9è \| Mickaël Delage \| Groupama-FDJ \| + 0" \| \| \| 10è \| Thomas Boudat \| Direct Énergie \| + 0" \| \| |                      |                             |            |
| |                      |                             |            |
| Font: ProCyclingStats |                      |                             |            |
| Classificació de l'etapa |                      |                             |            |
| Corredor | Corredor             | Equip                       | Temps      |
| 1r | Mathieu van der Poel | Corendon-Circus             | 4h 18' 07" |
| 2n | Boris Vallée         | Wanty-Gobert                | + 0"       |
| 3r | Bryan Coquard        | Vital Concept-B&B Hotels    | + 0"       |
| 4t | Clément Venturini    | AG2R La Mondiale            | + 0"       |
| 5è | Eduard-Michael Grosu | Delko Marseille Provence    | + 0"       |
| 6è | Justin Jules         | Wallonie Bruxelles          | + 0"       |
| 7è | Maurits Lammertink   | Roompot-Charles             | + 0"       |
| 8è | Manuel Belletti      | Androni Giocattoli-Sidermec | + 0"       |
| 9è | Mickaël Delage       | Groupama-FDJ                | + 0"       |
| 10è | Thomas Boudat        | Direct Énergie              | + 0"       |

| \| Classificació general \| Classificació general \| Classificació general \| Classificació general \| Classificació general \| \| Corredor \| Corredor \| Equip \| Temps \| \| \| --------------------- \| --------------------- \| ------------------------ \| --------------------- \| --------------------- \| \| 1r \| Mathieu van der Poel \| Corendon-Circus \| 4h 17' 57" \| \| \| 2n \| Roy Goldstein \| Israel Cycling Academy \| + 2" \| \| \| 3r \| Boris Vallée \| Wanty-Gobert \| + 4" \| \| \| 4t \| Romain Combaud \| Delko Marseille Provence \| + 5" \| \| \| 5è \| Bryan Coquard \| Vital Concept-B&B Hotels \| + 6" \| \| \| 6è \| Alexis Gougeard \| AG2R La Mondiale \| + 8" \| \| \| 7è \| Clément Venturini \| AG2R La Mondiale \| + 10" \| \| \| 8è \| Eduard-Michael Grosu \| Delko Marseille Provence \| + 10" \| \| \| 9è \| Justin Jules \| Wallonie Bruxelles \| + 10" \| \| \| 10è \| Maurits Lammertink \| Roompot-Charles \| + 10" \| \| |                      |                          |            |
| |                      |                          |            |
| Font: ProCyclingStats |                      |                          |            |
| Classificació general |                      |                          |            |
| Corredor | Corredor             | Equip                    | Temps      |
| 1r | Mathieu van der Poel | Corendon-Circus          | 4h 17' 57" |
| 2n | Roy Goldstein        | Israel Cycling Academy   | + 2"       |
| 3r | Boris Vallée         | Wanty-Gobert             | + 4"       |
| 4t | Romain Combaud       | Delko Marseille Provence | + 5"       |
| 5è | Bryan Coquard        | Vital Concept-B&B Hotels | + 6"       |
| 6è | Alexis Gougeard      | AG2R La Mondiale         | + 8"       |
| 7è | Clément Venturini    | AG2R La Mondiale         | + 10"      |
| 8è | Eduard-Michael Grosu | Delko Marseille Provence | + 10"      |
| 9è | Justin Jules         | Wallonie Bruxelles       | + 10"      |
| 10è | Maurits Lammertink   | Roompot-Charles          | + 10"      |

### Etapa 2
| \| Classificació de l'etapa \| Classificació de l'etapa \| Classificació de l'etapa \| Classificació de l'etapa \| Classificació de l'etapa \| \| Corredor \| Corredor \| Equip \| Temps \| \| \| ------------------------ \| ------------------------ \| ------------------------ \| ------------------------ \| ------------------------ \| \| 1r \| Bryan Coquard \| Vital Concept-B&B Hotels \| 4h 06' 11" \| \| \| 2n \| Marc Sarreau \| Groupama-FDJ \| + 0" \| \| \| 3r \| Justin Jules \| Wallonie Bruxelles \| + 0" \| \| \| 4t \| Boris Vallée \| Wanty-Gobert \| + 0" \| \| \| 5è \| Matteo Malucelli \| Caja Rural-Seguros RGA \| + 0" \| \| \| 6è \| Bram Welten \| Arkéa-Samsic \| + 0" \| \| \| 7è \| Mickaël Delage \| Groupama-FDJ \| + 0" \| \| \| 8è \| Rudy Barbier \| Israel Cycling Academy \| + 0" \| \| \| 9è \| Jordan Parra \| Manzana Postobón \| + 0" \| \| \| 10è \| Eduard-Michael Grosu \| Delko Marseille Provence \| + 0" \| \| |                      |                          |            |
| |                      |                          |            |
| Font: ProCyclingStats |                      |                          |            |
| Classificació de l'etapa |                      |                          |            |
| Corredor | Corredor             | Equip                    | Temps      |
| 1r | Bryan Coquard        | Vital Concept-B&B Hotels | 4h 06' 11" |
| 2n | Marc Sarreau         | Groupama-FDJ             | + 0"       |
| 3r | Justin Jules         | Wallonie Bruxelles       | + 0"       |
| 4t | Boris Vallée         | Wanty-Gobert             | + 0"       |
| 5è | Matteo Malucelli     | Caja Rural-Seguros RGA   | + 0"       |
| 6è | Bram Welten          | Arkéa-Samsic             | + 0"       |
| 7è | Mickaël Delage       | Groupama-FDJ             | + 0"       |
| 8è | Rudy Barbier         | Israel Cycling Academy   | + 0"       |
| 9è | Jordan Parra         | Manzana Postobón         | + 0"       |
| 10è | Eduard-Michael Grosu | Delko Marseille Provence | + 0"       |

| \| Classificació general \| Classificació general \| Classificació general \| Classificació general \| Classificació general \| \| Corredor \| Corredor \| Equip \| Temps \| \| \| --------------------- \| --------------------- \| ------------------------ \| --------------------- \| --------------------- \| \| 1r \| Bryan Coquard \| Vital Concept-B&B Hotels \| 8h 24' 04" \| \| \| 2n \| Mathieu van der Poel \| Corendon-Circus \| + 4" \| \| \| 3r \| Aaron Verwilst \| Sport Vlaanderen-Baloise \| + 5" \| \| \| 4t \| Roy Goldstein \| Israel Cycling Academy \| + 6" \| \| \| 5è \| Boris Vallée \| Wanty-Gobert \| + 8" \| \| \| 6è \| Marc Sarreau \| Groupama-FDJ \| + 8" \| \| \| 7è \| Romain Combaud \| Delko Marseille Provence \| + 9" \| \| \| 8è \| Arjen Livyns \| Roompot-Charles \| + 9" \| \| \| 9è \| Justin Jules \| Wallonie Bruxelles \| + 10" \| \| \| 10è \| Morne van Niekerk \| Saint Michel-Auber 93 \| + 11" \| \| |                      |                          |            |
| |                      |                          |            |
| Font: ProCyclingStats |                      |                          |            |
| Classificació general |                      |                          |            |
| Corredor | Corredor             | Equip                    | Temps      |
| 1r | Bryan Coquard        | Vital Concept-B&B Hotels | 8h 24' 04" |
| 2n | Mathieu van der Poel | Corendon-Circus          | + 4"       |
| 3r | Aaron Verwilst       | Sport Vlaanderen-Baloise | + 5"       |
| 4t | Roy Goldstein        | Israel Cycling Academy   | + 6"       |
| 5è | Boris Vallée         | Wanty-Gobert             | + 8"       |
| 6è | Marc Sarreau         | Groupama-FDJ             | + 8"       |
| 7è | Romain Combaud       | Delko Marseille Provence | + 9"       |
| 8è | Arjen Livyns         | Roompot-Charles          | + 9"       |
| 9è | Justin Jules         | Wallonie Bruxelles       | + 10"      |
| 10è | Morne van Niekerk    | Saint Michel-Auber 93    | + 11"      |

### Etapa 3
| \| Classificació de l'etapa \| Classificació de l'etapa \| Classificació de l'etapa \| Classificació de l'etapa \| Classificació de l'etapa \| \| Corredor \| Corredor \| Equip \| Temps \| \| \| ------------------------ \| -------------------------- \| -------------------------- \| ------------------------ \| ------------------------ \| \| 1r \| Alexis Gougeard \| AG2R La Mondiale \| 4h 51' 02" \| \| \| 2n \| Quentin Pacher \| Vital Concept-B&B Hotels \| + 18" \| \| \| 3r \| Oscar Riesebeek \| Roompot-Charles \| + 18" \| \| \| 4t \| Dimitri Peyskens \| Wallonie Bruxelles \| + 18" \| \| \| 5è \| Quentin Jauregui \| AG2R La Mondiale \| + 18" \| \| \| 6è \| Jhonatan Restrepo Valencia \| Manzana Postobón \| + 18" \| \| \| 7è \| Pierre-Luc Périchon \| Cofidis, Solutions Crédits \| + 18" \| \| \| 8è \| Clément Carisey \| Israel Cycling Academy \| + 18" \| \| \| 9è \| Patrick Müller \| Vital Concept-B&B Hotels \| + 18" \| \| \| 10è \| Thomas Boudat \| Total Direct Énergie \| + 1' 14" \| \| |                            |                            |            |
| |                            |                            |            |
| Font: ProCyclingStats |                            |                            |            |
| Classificació de l'etapa |                            |                            |            |
| Corredor | Corredor                   | Equip                      | Temps      |
| 1r | Alexis Gougeard            | AG2R La Mondiale           | 4h 51' 02" |
| 2n | Quentin Pacher             | Vital Concept-B&B Hotels   | + 18"      |
| 3r | Oscar Riesebeek            | Roompot-Charles            | + 18"      |
| 4t | Dimitri Peyskens           | Wallonie Bruxelles         | + 18"      |
| 5è | Quentin Jauregui           | AG2R La Mondiale           | + 18"      |
| 6è | Jhonatan Restrepo Valencia | Manzana Postobón           | + 18"      |
| 7è | Pierre-Luc Périchon        | Cofidis, Solutions Crédits | + 18"      |
| 8è | Clément Carisey            | Israel Cycling Academy     | + 18"      |
| 9è | Patrick Müller             | Vital Concept-B&B Hotels   | + 18"      |
| 10è | Thomas Boudat              | Total Direct Énergie       | + 1' 14"   |

| \| Classificació general \| Classificació general \| Classificació general \| Classificació general \| Classificació general \| \| Corredor \| Corredor \| Equip \| Temps \| \| \| --------------------- \| -------------------------- \| ------------------------ \| --------------------- \| --------------------- \| \| 1r \| Alexis Gougeard \| AG2R La Mondiale \| 13h 15' 08" \| \| \| 2n \| Quentin Pacher \| Vital Concept-B&B Hotels \| + 22" \| \| \| 3r \| Clément Carisey \| Israel Cycling Academy \| + 25" \| \| \| 4t \| Oscar Riesebeek \| Roompot-Charles \| + 26" \| \| \| 5è \| Quentin Jauregui \| AG2R La Mondiale \| + 27" \| \| \| 6è \| Patrick Müller \| Vital Concept-B&B Hotels \| + 29" \| \| \| 7è \| Dimitri Peyskens \| Wallonie Bruxelles \| + 30" \| \| \| 8è \| Jhonatan Restrepo Valencia \| Manzana Postobón \| + 30" \| \| \| 9è \| Bryan Coquard \| Vital Concept-B&B Hotels \| + 1' 20" \| \| \| 10è \| Mathieu van der Poel \| Corendon-Circus \| + 1' 24" \| \| |                            |                          |             |
| |                            |                          |             |
| Font: ProCyclingStats |                            |                          |             |
| Classificació general |                            |                          |             |
| Corredor | Corredor                   | Equip                    | Temps       |
| 1r | Alexis Gougeard            | AG2R La Mondiale         | 13h 15' 08" |
| 2n | Quentin Pacher             | Vital Concept-B&B Hotels | + 22"       |
| 3r | Clément Carisey            | Israel Cycling Academy   | + 25"       |
| 4t | Oscar Riesebeek            | Roompot-Charles          | + 26"       |
| 5è | Quentin Jauregui           | AG2R La Mondiale         | + 27"       |
| 6è | Patrick Müller             | Vital Concept-B&B Hotels | + 29"       |
| 7è | Dimitri Peyskens           | Wallonie Bruxelles       | + 30"       |
| 8è | Jhonatan Restrepo Valencia | Manzana Postobón         | + 30"       |
| 9è | Bryan Coquard              | Vital Concept-B&B Hotels | + 1' 20"    |
| 10è | Mathieu van der Poel       | Corendon-Circus          | + 1' 24"    |

### Etapa 4
| \| Classificació de l'etapa \| Classificació de l'etapa \| Classificació de l'etapa \| Classificació de l'etapa \| Classificació de l'etapa \| \| Corredor \| Corredor \| Equip \| Temps \| \| \| ------------------------ \| ------------------------ \| --------------------------- \| ------------------------ \| ------------------------ \| \| 1r \| Andrea Vendrame \| Androni Giocattoli-Sidermec \| 4h 40' 49" \| \| \| 2n \| Kévin Ledanois \| Arkéa-Samsic \| + 0" \| \| \| 3r \| Romain Combaud \| Delko Marseille Provence \| + 5" \| \| \| 4t \| Jimmy Janssens \| Corendon-Circus \| + 6" \| \| \| 5è \| Mathieu van der Poel \| Corendon-Circus \| + 9" \| \| \| 6è \| Julien Simon \| Cofidis, Solutions Crédits \| + 9" \| \| \| 7è \| Quentin Pacher \| Vital Concept-B&B Hotels \| + 11" \| \| \| 8è \| Xandro Meurisse \| Wanty-Gobert \| + 11" \| \| \| 9è \| Oscar Riesebeek \| Roompot-Charles \| + 11" \| \| \| 10è \| Francesco Gavazzi \| Androni Giocattoli-Sidermec \| + 11" \| \| |                      |                             |            |
| |                      |                             |            |
| Font: ProCyclingStats |                      |                             |            |
| Classificació de l'etapa |                      |                             |            |
| Corredor | Corredor             | Equip                       | Temps      |
| 1r | Andrea Vendrame      | Androni Giocattoli-Sidermec | 4h 40' 49" |
| 2n | Kévin Ledanois       | Arkéa-Samsic                | + 0"       |
| 3r | Romain Combaud       | Delko Marseille Provence    | + 5"       |
| 4t | Jimmy Janssens       | Corendon-Circus             | + 6"       |
| 5è | Mathieu van der Poel | Corendon-Circus             | + 9"       |
| 6è | Julien Simon         | Cofidis, Solutions Crédits  | + 9"       |
| 7è | Quentin Pacher       | Vital Concept-B&B Hotels    | + 11"      |
| 8è | Xandro Meurisse      | Wanty-Gobert                | + 11"      |
| 9è | Oscar Riesebeek      | Roompot-Charles             | + 11"      |
| 10è | Francesco Gavazzi    | Androni Giocattoli-Sidermec | + 11"      |

## Classificacions finals

### Classificació general
| \| Classificació general \| Classificació general \| Classificació general \| Classificació general \| Classificació general \| \| Corredor \| Corredor \| Equip \| Temps \| \| \| --------------------- \| -------------------------- \| --------------------------- \| --------------------- \| --------------------- \| \| 1r \| Alexis Gougeard \| AG2R La Mondiale \| 17h 56' 08" \| \| \| 2n \| Quentin Pacher \| Vital Concept-B&B Hotels \| + 22" \| \| \| 3r \| Oscar Riesebeek \| Roompot-Charles \| + 26" \| \| \| 4t \| Patrick Müller \| Vital Concept-B&B Hotels \| + 29" \| \| \| 5è \| Jhonatan Restrepo Valencia \| Manzana Postobón \| + 30" \| \| \| 6è \| Dimitri Peyskens \| Wallonie Bruxelles \| + 30" \| \| \| 7è \| Clément Carisey \| Israel Cycling Academy \| + 45" \| \| \| 8è \| Romain Combaud \| Delko Marseille Provence \| + 1' 11" \| \| \| 9è \| Andrea Vendrame \| Androni Giocattoli-Sidermec \| + 1' 13" \| \| \| 10è \| Mathieu van der Poel \| Corendon-Circus \| + 1' 22" \| \| |                            |                             |             |
| |                            |                             |             |
| Font: ProCyclingStats |                            |                             |             |
| Classificació general |                            |                             |             |
| Corredor | Corredor                   | Equip                       | Temps       |
| 1r | Alexis Gougeard            | AG2R La Mondiale            | 17h 56' 08" |
| 2n | Quentin Pacher             | Vital Concept-B&B Hotels    | + 22"       |
| 3r | Oscar Riesebeek            | Roompot-Charles             | + 26"       |
| 4t | Patrick Müller             | Vital Concept-B&B Hotels    | + 29"       |
| 5è | Jhonatan Restrepo Valencia | Manzana Postobón            | + 30"       |
| 6è | Dimitri Peyskens           | Wallonie Bruxelles          | + 30"       |
| 7è | Clément Carisey            | Israel Cycling Academy      | + 45"       |
| 8è | Romain Combaud             | Delko Marseille Provence    | + 1' 11"    |
| 9è | Andrea Vendrame            | Androni Giocattoli-Sidermec | + 1' 13"    |
| 10è | Mathieu van der Poel       | Corendon-Circus             | + 1' 22"    |

### Classificacions secundàries
| Classificació per punts | Classificació per punts | Classificació per punts     | Classificació per punts | Classificació per punts |
| Corredor                | Corredor                | Equip                       | Punts                   |                         |
| ----------------------- | ----------------------- | --------------------------- | ----------------------- | ----------------------- |
| 1r                      | Bryan Coquard           | Vital Concept-B&B Hotels    | 41 pts                  |                         |
| 2n                      | Mathieu van der Poel    | Corendon-Circus             | 39 pts                  |                         |
| 3r                      | Romain Combaud          | Delko Marseille Provence    | 36 pts                  |                         |
| 4t                      | Alexis Gougeard         | AG2R La Mondiale            | 33 pts                  |                         |
| 5è                      | Quentin Pacher          | Vital Concept-B&B Hotels    | 32 pts                  |                         |
| 6è                      | Justin Jules            | Wallonie Bruxelles          | 31 pts                  |                         |
| 7è                      | Andrea Vendrame         | Androni Giocattoli-Sidermec | 25 pts                  |                         |
| 8è                      | Oscar Riesebeek         | Roompot-Charles             | 23 pts                  |                         |
| 9è                      | Kévin Ledanois          | Arkéa-Samsic                | 20 pts                  |                         |
| 10è                     | Clément Venturini       | AG2R La Mondiale            | 18 pts                  |                         |

| Classificació per punts | Classificació per punts | Classificació per punts     | Classificació per punts | Classificació per punts |
| Corredor                | Corredor                | Equip                       | Punts                   |                         |
| ----------------------- | ----------------------- | --------------------------- | ----------------------- | ----------------------- |
| 1r                      | Bryan Coquard           | Vital Concept-B&B Hotels    | 41 pts                  |                         |
| 2n                      | Mathieu van der Poel    | Corendon-Circus             | 39 pts                  |                         |
| 3r                      | Romain Combaud          | Delko Marseille Provence    | 36 pts                  |                         |
| 4t                      | Alexis Gougeard         | AG2R La Mondiale            | 33 pts                  |                         |
| 5è                      | Quentin Pacher          | Vital Concept-B&B Hotels    | 32 pts                  |                         |
| 6è                      | Justin Jules            | Wallonie Bruxelles          | 31 pts                  |                         |
| 7è                      | Andrea Vendrame         | Androni Giocattoli-Sidermec | 25 pts                  |                         |
| 8è                      | Oscar Riesebeek         | Roompot-Charles             | 23 pts                  |                         |
| 9è                      | Kévin Ledanois          | Arkéa-Samsic                | 20 pts                  |                         |
| 10è                     | Clément Venturini       | AG2R La Mondiale            | 18 pts                  |                         |

| Classificació de la muntanya | Classificació de la muntanya | Classificació de la muntanya | Classificació de la muntanya | Classificació de la muntanya |
| Corredor                     | Corredor                     | Equip                        | Punts                        |                              |
| ---------------------------- | ---------------------------- | ---------------------------- | ---------------------------- | ---------------------------- |
| 1r                           | Juan Felipe Osorio Arboleda  | Manzana Postobón             | 22 pts                       |                              |
| 2n                           | Alexis Gougeard              | AG2R La Mondiale             | 15 pts                       |                              |
| 3r                           | Arjen Livyns                 | Roompot-Charles              | 12 pts                       |                              |
| 4t                           | Quentin Pacher               | Vital Concept-B&B Hotels     | 10 pts                       |                              |
| 5è                           | Clément Carisey              | Israel Cycling Academy       | 10 pts                       |                              |
| 6è                           | Benjamin Thomas              | Groupama-FDJ                 | 10 pts                       |                              |
| 7è                           | Romain Combaud               | Delko Marseille Provence     | 9 pts                        |                              |
| 8è                           | Anthony Delaplace            | Arkéa-Samsic                 | 7 pts                        |                              |
| 9è                           | Jhonatan Restrepo Valencia   | Manzana Postobón             | 6 pts                        |                              |
| 10è                          | Patrick Müller               | Vital Concept-B&B Hotels     | 4 pts                        |                              |

| Classificació de la muntanya | Classificació de la muntanya | Classificació de la muntanya | Classificació de la muntanya | Classificació de la muntanya |
| Corredor                     | Corredor                     | Equip                        | Punts                        |                              |
| ---------------------------- | ---------------------------- | ---------------------------- | ---------------------------- | ---------------------------- |
| 1r                           | Juan Felipe Osorio Arboleda  | Manzana Postobón             | 22 pts                       |                              |
| 2n                           | Alexis Gougeard              | AG2R La Mondiale             | 15 pts                       |                              |
| 3r                           | Arjen Livyns                 | Roompot-Charles              | 12 pts                       |                              |
| 4t                           | Quentin Pacher               | Vital Concept-B&B Hotels     | 10 pts                       |                              |
| 5è                           | Clément Carisey              | Israel Cycling Academy       | 10 pts                       |                              |
| 6è                           | Benjamin Thomas              | Groupama-FDJ                 | 10 pts                       |                              |
| 7è                           | Romain Combaud               | Delko Marseille Provence     | 9 pts                        |                              |
| 8è                           | Anthony Delaplace            | Arkéa-Samsic                 | 7 pts                        |                              |
| 9è                           | Jhonatan Restrepo Valencia   | Manzana Postobón             | 6 pts                        |                              |
| 10è                          | Patrick Müller               | Vital Concept-B&B Hotels     | 4 pts                        |                              |

| Classificació del millor jove | Classificació del millor jove | Classificació del millor jove | Classificació del millor jove | Classificació del millor jove |
| Corredor                      | Corredor                      | Equip                         | Temps                         |                               |
| ----------------------------- | ----------------------------- | ----------------------------- | ----------------------------- | ----------------------------- |
| 1r                            | Patrick Müller                | Vital Concept-B&B Hotels      | 17h 56' 37"                   |                               |
| 2n                            | Jhonatan Restrepo Valencia    | Manzana Postobón              | + 1"                          |                               |
| 3r                            | Andrea Vendrame               | Androni Giocattoli-Sidermec   | + 44"                         |                               |
| 4t                            | Mathieu van der Poel          | Corendon-Circus               | + 53"                         |                               |
| 5è                            | Julien Mortier                | Wallonie Bruxelles            | + 2' 53"                      |                               |
| 6è                            | Benjamin Thomas               | Groupama-FDJ                  | + 3' 55"                      |                               |
| 7è                            | Emiel Planckaert              | Sport Vlaanderen-Baloise      | + 5' 57"                      |                               |
| 8è                            | Thomas Boudat                 | Direct Énergie                | + 7' 49"                      |                               |
| 9è                            | Mathijs Paasschens            | Wallonie Bruxelles            | + 8' 20"                      |                               |
| 10è                           | Mattia Frapporti              | Androni Giocattoli-Sidermec   | + 9' 56"                      |                               |

| Classificació del millor jove | Classificació del millor jove | Classificació del millor jove | Classificació del millor jove | Classificació del millor jove |
| Corredor                      | Corredor                      | Equip                         | Temps                         |                               |
| ----------------------------- | ----------------------------- | ----------------------------- | ----------------------------- | ----------------------------- |
| 1r                            | Patrick Müller                | Vital Concept-B&B Hotels      | 17h 56' 37"                   |                               |
| 2n                            | Jhonatan Restrepo Valencia    | Manzana Postobón              | + 1"                          |                               |
| 3r                            | Andrea Vendrame               | Androni Giocattoli-Sidermec   | + 44"                         |                               |
| 4t                            | Mathieu van der Poel          | Corendon-Circus               | + 53"                         |                               |
| 5è                            | Julien Mortier                | Wallonie Bruxelles            | + 2' 53"                      |                               |
| 6è                            | Benjamin Thomas               | Groupama-FDJ                  | + 3' 55"                      |                               |
| 7è                            | Emiel Planckaert              | Sport Vlaanderen-Baloise      | + 5' 57"                      |                               |
| 8è                            | Thomas Boudat                 | Direct Énergie                | + 7' 49"                      |                               |
| 9è                            | Mathijs Paasschens            | Wallonie Bruxelles            | + 8' 20"                      |                               |
| 10è                           | Mattia Frapporti              | Androni Giocattoli-Sidermec   | + 9' 56"                      |                               |

| Classificació per equips | Classificació per equips | Classificació per equips | Classificació per equips |
| Equip                    | Equip                    | Temps                    |                          |
| ------------------------ | ------------------------ | ------------------------ | ------------------------ |
| 1r                       | Roompot-Charles          | 53h 51' 54"              |                          |
| 2n                       | Wallonie Bruxelles       | + 1' 48"                 |                          |
| 3r                       | Vital Concept-B&B Hotels | + 6' 32"                 |                          |
| 4t                       | Groupama-FDJ             | + 7' 00"                 |                          |
| 5è                       | Arkéa-Samsic             | + 7' 37"                 |                          |

| Classificació per equips | Classificació per equips | Classificació per equips | Classificació per equips |
| Equip                    | Equip                    | Temps                    |                          |
| ------------------------ | ------------------------ | ------------------------ | ------------------------ |
| 1r                       | Roompot-Charles          | 53h 51' 54"              |                          |
| 2n                       | Wallonie Bruxelles       | + 1' 48"                 |                          |
| 3r                       | Vital Concept-B&B Hotels | + 6' 32"                 |                          |
| 4t                       | Groupama-FDJ             | + 7' 00"                 |                          |
| 5è                       | Arkéa-Samsic             | + 7' 37"                 |                          |